# Массимо, Роберто
Роберто Массимо (нем. Roberto Massimo; род. 12 октября 2000, Аккра) — немецкий футболист, полузащитник польского клуба «Гурник» (Забже).
Роберто родился в семье ливийки и итальянца в Гане, а затем семья переехала в Германию.

## Клубная карьера
Воспитанник клубов «Липпштадт 08» и «Арминия». 1 декабря 2017 года в матче против «Санкт-Паули» он дебютировал во Второй Бундеслиге. Летом 2018 года Массимо перешёл в «Штутгарт», но был оставлен в аренде в «Арминии». Сумма трансфера составила 2 млн евро. 25 сентября в поединке против «Дармштадт 98» Роберто забил свой первый гол за «Арминию». Летом 2019 года Массимо присоединился к «Штутгарту». 27 сентября в матче против своего бывшего клуба «Арминия» он дебютировал за новую команду. По итогам дебютного сезона Роберто помог клубу выйти в элиту. 19 сентября 2020 года в матче против «Фрайбурга» он дебютировал в Бундеслиге. 2 октября 2021 года в поединке против «Хоффенхайма» Роберто забил свой первый гол за «Штутгарт».